# Regret (アルバム)
『regret』（リグレット）は、1999年12月24日に発売されたI'veのインディーズアルバム。

## 概要
I'veではゲームやアニメ・映画などに楽曲を提供しているが、その中から女声ボーカルのゲーム楽曲を中心に集めたコンピレーション・アルバムをGIRLS COMPILATIONシリーズとして発売しており、その第1弾が本作である。品番はICD-66001で、ソフトウェア取扱店での販売となった。
Keyの折戸伸治がブックレット内にてコメントを載せており、その中でI'veの音楽を「どさんこポップ」と表現している。またこのCDのみ、アーティスト「AKI」が別名の「Y.AKI」となっている。またR.I.EもブックレットにはRIEと誤字記載されている。

## 収録曲
1. FUCK ME／美妃
  - 作詞・作曲・編曲：高瀬一矢
2. Last regrets／彩菜
  - 作詞：麻枝准／作曲：Key／編曲：高瀬一矢
3. そよ風の行方／AKI
  - 作詞・作曲・編曲：高瀬一矢
4. I will…／MARY
  - 作詞：DIE・JUNO／作曲：中沢伴行／編曲：高瀬一矢
5. 新しい恋のかたち／AKI
  - 作詞：魁／作曲：F-ACE／編曲：高瀬一矢
  - 表記にはないが、この曲のみショートバージョンである。
6. 美しく生きたい／MELL
  - 作詞・作曲・編曲：高瀬一矢
7. Sweet 〜恋しくて〜／AKI
  - 作詞・作曲・編曲：高瀬一矢
8. 季節の雫／R.I.E
  - 作詞・作曲・編曲：高瀬一矢
9. Dream to new world／MIKI
  - 作詞・作曲・編曲：高瀬一矢
10. One small day／AKI
  - 作詞・作曲・編曲：高瀬一矢
11. Cross talk／MARY
  - 作詞・作曲・編曲：高瀬一矢
12. 風の辿り着く場所／彩菜
  - 作詞：麻枝准／作曲：折戸伸治／編曲：高瀬一矢
13. Last regrets -X'mas floor style-／島宮えい子
  - 作詞：麻枝准／作曲：Key／編曲：高瀬一矢

## タイアップ
| 曲名               | タイアップ                                 |
| ------------------ | ------------------------------------------ |
| FUCK ME            | PCゲーム『吐溜 -TRASH-』オープニングテーマ |
| Last regrets       | PCゲーム『Kanon』オープニングテーマ        |
| そよ風の行方       | PCゲーム『Xchange2』オープニングテーマ     |
| I will…            | PCゲーム『SweetPalace』オープニングテーマ  |
| 新しい恋のかたち   | PCゲーム『Ribbon2』オープニングテーマ      |
| 美しく生きたい     | PCゲーム『吐溜 -TRASH-』エンディングテーマ |
| Sweet 〜恋しくて〜 | PCゲーム『SweetPalace』オープニングテーマ  |
| 季節の雫           | PCゲーム『PILE DRIVER』オープニングテーマ  |
| Dream to new world | PCゲーム『こすちゅ～む』オープニングテーマ |
| One small day      | PCゲーム『SweetPalace』エンディングテーマ  |
| Cross talk         | PCゲーム『ツグナヒ』エンディングテーマ     |
| 風の辿り着く場所   | PCゲーム『Kanon』エンディングテーマ        |